# Queen's Club Championships 2025 - Qualificazioni singolare maschile
Le qualificazioni del singolare maschile ai Queen's Club Championships 2025 sono state un torneo di tennis preliminare per accedere alla fase finale. I vincitori dell'ultimo turno sono entrati di diritto nel tabellone principale. In caso di ritiro di uno o più giocatori aventi diritto, a questi sono subentrati i lucky loser, ossia i giocatori che hanno perso nell'ultimo turno ma che avevano una classifica più alta rispetto agli altri partecipanti che avevano comunque perso nel turno finale.

## Teste di serie
1. Bu Yunchaokete (primo turno)
2. Hamad Međedović (primo turno)
3. Mattia Bellucci (primo turno)
4. Rinky Hijikata (ritirato)

1. Aleksandar Kovacevic (primo turno)
2. Aleksandar Vukic (qualificato)
3. Christopher O'Connell (ultimo turno, lucky loser)
4. Arthur Rinderknech (ultimo turno, lucky loser)

## Qualificati
1. Mackenzie McDonald
2. Aleksandar Vukic

1. Corentin Moutet
2. Alex Bolt

### Lucky loser
1. Arthur Rinderknech
2. Christopher O'Connell

1. Adam Walton

## Tabellone

### Legenda
| - Q = Qualificato - WC = Wild card - LL = Lucky loser | - ALT = Alternate - SE = Special Exempt - PR = Protected Ranking | - w/o = Walkover - r = Ritirato - d = Squalificato |

### Sezione 1
|  | Primo turno | Primo turno          | Primo turno          | Primo turno | Primo turno |  |  | Ultimo turno | Ultimo turno       | Ultimo turno       | Ultimo turno | Ultimo turno |  |
|  |             |                      |                      |             |             |  |  |              |                    |                    |              |              |  |
|  | 1           | Bu Yunchaokete       | Bu Yunchaokete       | 60          | 6           |  |  |              |                    |                    |              |              |  |
|  | WC          | Henry Searle         | Henry Searle         | 7           | 7           |  |  | WC           | Henry Searle       | Henry Searle       | 4            | 2            |  |
|  |             | Mackenzie McDonald   | Mackenzie McDonald   | 6           | 7           |  |  |              | Mackenzie McDonald | Mackenzie McDonald | 6            | 6            |  |
|  | 5           | Aleksandar Kovacevic | Aleksandar Kovacevic | 2           | 6           |  |  |              |                    |                    |              |              |  |

### Sezione 2
|  | Primo turno | Primo turno           | Primo turno           | Primo turno | Primo turno |  |  | Ultimo turno | Ultimo turno     | Ultimo turno     | Ultimo turno | Ultimo turno |  |
|  |             |                       |                       |             |             |  |  |              |                  |                  |              |              |  |
|  | 2           | Hamad Međedović       | Hamad Međedović       | 65          | 2           |  |  |              |                  |                  |              |              |  |
|  |             | Adam Walton           | Adam Walton           | 7           | 6           |  |  |              | Adam Walton      | Adam Walton      | 4            | 4            |  |
|  |             | Juan Manuel Cerúndolo | Juan Manuel Cerúndolo | 4           | 3           |  |  | 6            | Aleksandar Vukic | Aleksandar Vukic | 6            | 6            |  |
|  | 6           | Aleksandar Vukic      | Aleksandar Vukic      | 6           | 6           |  |  |              |                  |                  |              |              |  |

### Sezione 3
|  | Primo turno | Primo turno        | Primo turno        | Primo turno | Primo turno |  |  | Ultimo turno | Ultimo turno       | Ultimo turno | Ultimo turno | Ultimo turno |  |
|  |             |                    |                    |             |             |  |  |              |                    |              |              |              |  |
|  | 3           | Mattia Bellucci    | 63                 | 6           | 3           |  |  |              |                    |              |              |              |  |
|  |             | Corentin Moutet    | 7                  | 4           | 6           |  |  |              | Corentin Moutet    | 6            | 3            | 7            |  |
|  | WC          | Johannus Monday    | Johannus Monday    | 62          | 62          |  |  | 8            | Arthur Rinderknech | 3            | 6            | 5            |  |
|  | 8           | Arthur Rinderknech | Arthur Rinderknech | 7           | 7           |  |  |              |                    |              |              |              |  |

### Sezione 4
|  | Primo turno | Primo turno           | Primo turno           | Primo turno | Primo turno |  |  | Ultimo turno | Ultimo turno          | Ultimo turno | Ultimo turno | Ultimo turno |  |
|  |             |                       |                       |             |             |  |  |              |                       |              |              |              |  |
|  | Alt         | Alex Bolt             | Alex Bolt             | 6           | 6           |  |  |              |                       |              |              |              |  |
|  | WC          | Jay Clarke            | Jay Clarke            | 3           | 4           |  |  | Alt          | Alex Bolt             | 3            | 7            | 6            |  |
|  |             | James Duckworth       | James Duckworth       | 64          | 0           |  |  | 7            | Christopher O'Connell | 6            | 64           | 3            |  |
|  | 7           | Christopher O'Connell | Christopher O'Connell | 7           | 6           |  |  |              |                       |              |              |              |  |